# Alexeï Pavlovitch Ignatiev
Pour les autres membres de la famille, voir Famille Ignatiev.
Comte Alexeï Pavlovitch Ignatiev. (En alphabet cyrillique : Граф Алексей Павлович Игнатьев). Né le 22 mai 1842 à Tver, assassiné le 22 décembre 1906 à Tver. Général de cavalerie, membre du Conseil d'État, vice-ministre de l'Intérieur, gouverneur-général d'Irkoutsk, gouverneur-général de Kiev. Il fut connu pour ses positions conservatrices et monarchistes, en outre, il fut un homme très pieux.

## Famille
Fils du comte Pavel Nikolaïevitch Ignatiev et de son épouse Maria Ivanovna Maltsova (1808-1887).
Le comte Alexeï Pavlovitch Ignatiev épousa la princesse Sofia Sergueïevna Mechchterskaïa (1850-1944).
De cette union naquit :
- Alexeï Alexeïevitch Ignatiev : (1877-1954)[1].
- Pavel Alexeïevitch Ignatiev : (1878-1930-) Il prit part à la Première Guerre mondiale. À Paris, il fut chargé de créer un réseau de contre-espionnage russe, chef du Bureau inter-allié au Ministère de la Guerre en France. En 1924, il tenta d'assassiner son frère aîné. Il décéda à Paris et fut inhumé au cimetière russe de Sainte-Geneviève-des-Bois[2].
- Sergueï Alexeïevitch Ignatiev : (1888-1965)[3].

## Évolution de la carrière militaire
- 1859 : cornette.
- 1864. capitaine de la Garde.
- . 1868. Colonel.
- 1875. Major-général.
- . 1886. Lieutenant-général.
- 1898. Général de Cavalerie.
- 1904 : Adjudant-général de Sa Majesté Impériale Nicolas II de Russie.

## Biographie

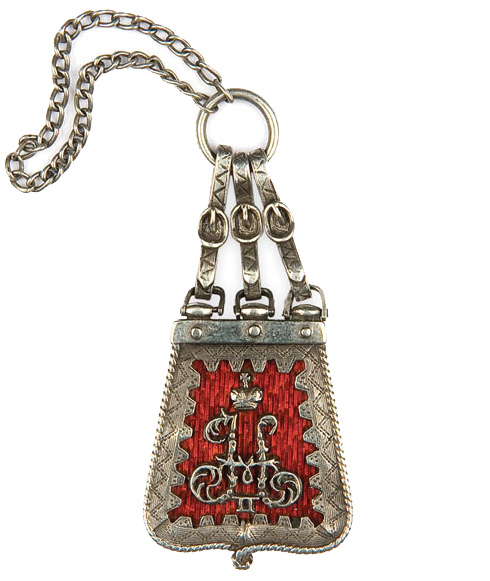
Insigne régimentaire du Régiment de Hussards de la Garde de Sa Majesté

Le comte Alexeï Pavlovitch Ignatiev était issu d'une famille de la noblesse russe, il eut pour ascendant Fiodor Akinfovitch Biakont

### Carrière militaire

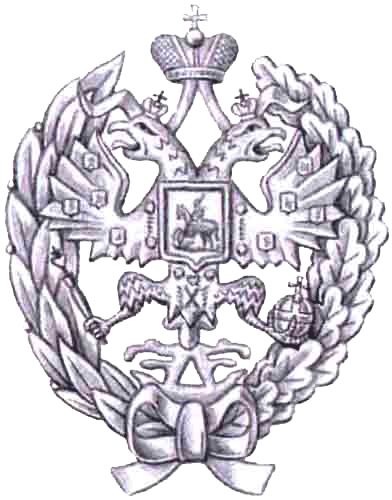
Insigne de l'Académie d'état-major général Nicolas (la plus haute école militaire de l'Empire russe).

En 1859, diplômé du corps des Pages, le jeune Alexeï Pavlovitch embrasse la carrière militaire au grade de cornette au Régiment de hussards de la Garde de Sa Majesté. Exempt de service militaire, il entre à l'académie d’état-major général Nicolas à Saint-Pétersbourg, il en sort diplômé en 1862.
Entre 1862 et 1864, le comte Ignatiev occupe les fonctions de greffier suppléant au Comité économique du Ministère de la Guerre. En 1864, élevé au grade de capitaine, il reçoit le commandement d'un escadron du Régiment de Sa Majesté.
En 1868, le comte reçoit deux nouvelles promotions : colonel et aide de camp, en outre, il est placé à la tête du 1er Bataillon du régiment de Hussards de la Garde. Entre 1871 et 1873, il commande le 2e Régiment de Lanciers de Courlande. Le colonel Ignatiev reçoit le commandement du Régiment de Cavalerie de la Garde de Sa Majesté l'Impératrice Maria Fiodorovna, il assume cette responsabilité de 1873 à 1881.

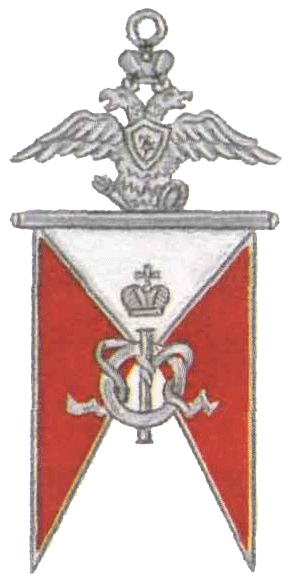
Insigne régimentaire du Régiment de Cavalerie de la Garde de Sa Majesté l'Impératrice Maria Fiodorovna.

Entre 1874 et 1881, il assuma plusieurs commandements : 1re Brigade de la 1re Division de Cavalerie des Gardes, en août 1875, il fut promu major-général et membre de la suite de Sa Majesté Impériale Alexandre II de Russie. Il siégea également au Comité supérieur chargé de la formation des troupes.
En 1878, en France, le major-général Ignatiev assista aux exercices militaires. Entre 1874 et 1881, en qualité de membre il siégea à la Commission chargée de la formation des troupes. Le comte plaça sa grande expérience au service de la cavalerie russe, ses connaissances furent très utiles au développement de nombreuses affaires d'ordre militaire. De 1881 à 1884, il fut le chef-d'état-major du Corps des Gardes. En 1883, dans le cadre des festivités données en l'honneur de la célébration du couronnement d'Alexandre III de Russie, il fut nommé chef d'état-major détaché à Moscou.
En 1885, Alexeï Pavlovitch Ignatiev fut nommé gouverneur général de la Sibérie orientale. De 1887 à 1889, il occupa le poste de gouverneur général d'Irkoutsk. En 1886, le comte Ignatiev fut élevé au grade de lieutenant-général. En 1898, une nouvelle promotion lui fut accordée général de cavalerie.

### Carrière politique

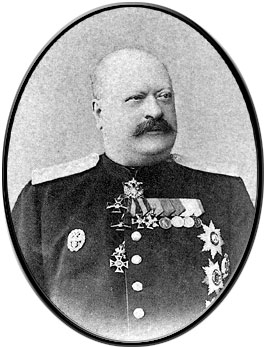
Comte Alexeï Pavlovitch Ignatiev

En 1885, de retour dans la capitale russe, le lieutenant-général Ignatiev fut invité par Ivan Nikolaïevitch Dournovo (nommé en avril 1889) au poste de ministre de l'Intérieur à le rejoindre à l'Intérieur en qualité d'adjoint. Il occupa cette fonction pendant trois mois puis, en août de la même année, il fut nommé au poste de gouverneur général de Kiev, Podolie et Volynie.
Au cours de sa vie politique, le comte Ignatiev acquit une grande renommée pour ses grandes capacités et son expérience, toujours prompt à servir avec loyauté et énergie l'Empire russe.
En octobre 1896, le lieutenant-général Ignatiev fut admis à siéger au Conseil d'État. De 1898 à 1905, il occupa un poste au Ministère de la Législation du Conseil d'État. Pour services rendus à l'Empire russe, en 1903, Nicolas II de Russie lui décerna l'Ordre de Saint-Alexandre Nevski avec diamants. En 1904, le tsar le nomma adjudant-général de Sa Majesté. Dès le commencement des troubles qui agitèrent l'Empire russe en 1905, le comte Ignatiev présida la réunion spéciale ayant pour tâche de résoudre les problèmes d'ordre public. En août 1905, en qualité de membre du Conseil d'état, il siégea à la Commission chargée d'étudier le projet d'une Douma consultative élue au suffrage restreint et indirect (Constitution Boulyguine). En février 1906, il fut l'un des membres qui étudia les projets présentés au Conseil d'État concernant les changements apportés à la Douma d'État de l'Empire russe. Le comte Ignatiev soutint vigoureusement la répression policière, il fut un défenseur acharné de la monarchie. De 1905 à 1906, il fut un farouche adversaire du Premier ministre Sergueï Ioulievitch Witte. Il fut membre d'un groupe de Hauts fonctionnaires de l'État russe surnommé Chambre étoilée, sous le règne de Nicolas II de Russie, ce cercle influa sur la politique du gouvernement.

## Décès et inhumation
Le 8 décembre 1906, afin de participer à une assemblée dans le gouvernement de Tver, le comte Ignatiev quitta Saint-Pétersbourg. Le 9 décembre 1906, il fut mortellement atteint de cinq balles tirées par un membre du parti révolutionnaire S.N. Ilinski. Le comte Ignatiev fut inhumé au cimetière Tikhvine à Saint-Pétersbourg.

## Domaine de la Famille Ignatiev
Le comte Alexeï Pavlovitch Ignatiev fut l'héritier d'un vaste domaine à Tchertolino : ce domaine se composa des villages de Sednevo, Svistouny, Bakharevo, Iakovlevo, Zviagino, Svetlaïa.